# Dereham
Dereham sau East Dereham este un oraș în comitatul Norfolk, regiunea East, Anglia. Orașul se află în districtul Breckland a cărui reședință este.